# Kronotski

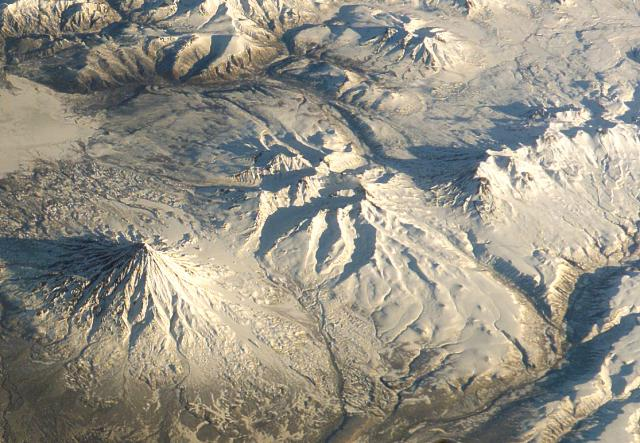
El Kronotski, a l'esquerra de la fotografia

El Kronotski és un volcà situat a la Península de Kamtxatka, Rússia. S'eleva 3.528 metres sobre el nivell del mar. És un volcà del tipus estratovolcà amb un con perfecte que té el seu cràter al cim de la muntanya. Mostra el clàssic patró radial de drenatge. El Kronotski és considerat com un dels volcans més bonics de Kamtxatka. La darrera erupció data del 1923.

## Història
El Kronotski es va formar principalment a partir de finals dels Plistocè fins Holocè de manera que poques erupcions són conegudes. Una d'elles va formar el llac Kronotski en què la lava va bloquejar el curs del riu Listvenítxnaia al principi de l'Holocè.
Les dues erupcions conegudes amb certesa es van dur a terme el novembre de 1922 i el febrer de 1923 a través del testimoni de caçadors. El primera erupció va produir explosions freàtiques d'índex d'explosivitat 2 en el flanc sud de la muntanya a 3.150 m. La segona erupció també va produir explosions freàtiques de la mateixa intensitat és en el flanc sud del volcà a 3.150 m, o el cim del volcà, o en ambdós llocs.

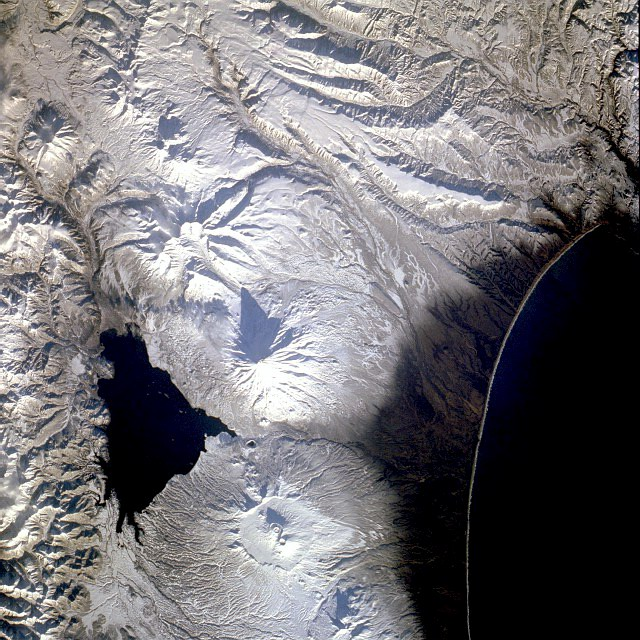
El Kronotski des de l'espai, novembre 1985